# Соарес, Бруно
Бруно Фрага Соарес (порт. Bruno Fraga Soares; род. 27 февраля 1982 года в Белу-Оризонти, Бразилия) — бразильский теннисист, победитель шести турниров Большого шлема в парных разрядах (трёх — в мужском парном разряде и трёх — в миксте), победитель 35 турниров ATP в парном разряде; бывшая вторая ракетка мира в парном разряде.

## Общая информация
Бруно — один из троих детей Маисы и Мальтуса Соареса; его брата зовут Марсело, а сестру — Хулиана. Вся семья играет в теннис, но только для Бруно эта игра что-то большее, чем один из видов отдыха.
29 ноября 2008 года Соарес оформил отношения со своей тогдашней подругой Бруной.
Уроженец Белу-Оризонти в теннисе с пяти лет; любимое покрытие — хард, лучший удар — форхенд, а также бразильца отличает весьма уверенная игра слёта. Цель карьеры — постоянное самосовершенствование.

## Спортивная карьера

### 2000—2010
Бруно выделялся своими результатами на фоне сверстников уже в юниорские годы, регулярно привлекаясь в сборную страны в своём возрасте и неплохо играя престижные турниры. Наиболее заметные успехи приходятся на 2000 год: сначала Соарес удачно проводит европейскую грунтовую серию, в парном разряде дойдя до финала на миланском GA и вместе с Тьяго Алвесом выйдя в полуфинал на Открытом чемпионате Франции; позже бразилец неплохо проявляет себя на завершавшем сезон хардовом Orange Bowl, где доходит до финала одиночного турнира, переиграв Филиппа Кольшрайбера и Робби Джинепри.
Во взрослом туре Бруно дебютировал сравнительно поздно: в 1998 году он провёл свой первый матч на одном из бразильских соревнований, а со следующего сезона всё чаще играя соревнования профессионального тура. Постепенно накапливая опыт игр на подобном уровне Соарес в мае 2002 года выиграл свой первый титул на подобном уровне, победив на соревновании серии «фьючерс» в Мексике. Постепенно бразилец поднимается в третью сотню рейтинга, но дальше продвинуться не удаётся: периодические проблемы с коленями не дают довести до конца пиковые отрезки формы, а в 2008 году, поняв свои куда большие шансы в парном разряде, Бруно постепенно завершает свою одиночную карьеру, играя подобные соревнования лишь от случая к случаю, иногда прикрывая по просьбе местных организаторов образовывавшиеся пустоты в квалификациях разнообразных турниров.
Перекос в выступлениях в сторону пары начинает прослеживаться в карьере Соареса в 2003 году, когда ему подряд удаётся отметится в финалах сразу нескольких «фьючерсов» и «челленджеров», играя вместе с большим числом партнёров, включая соотечественника Андре Са, американца Трэвиса Пэррота и китайца Лу Яньсюня. Их пример, в сочетании с большей общей уверенностью в парных играх, вскоре окажется решающим в выборе дальнейшего пути Бруно в спорте. Поворотным периодом в сосредоточении на играх в парном разряде становится 15-месячный отрезок в 2006-07-м году, когда из-за травм Соарес не провёл ни единого матча.
Топовая парная карьера бразильца стартует осенью 2007 года: полностью оправившись от травм Бруно ударно проводит серию «челленджеров», благодаря очкам на которой он за девять месяцев поднимается в первую сотню парного рейтинга. Большой опыт игр на грунтовых кортах позволяет бразильцу неплохо проявить себя и на Ролан Гаррос: вместе с сербом Душаном Вемичем он пробивается в полуфинал, выбив из соревнований такие сильные пары как Энди Рам / Йонатан Эрлих и Йонас Бьоркман / Кевин Ульетт. Опытный африканец заинтересовался новичком и вскоре они уже начали периодически объединятся в команду: в начале июня, на травяном турнире в Ноттингеме, Бруно и Кевин выиграли свой первый совместный титул, переиграв в финале Джеффа Кутзе и Джейми Маррея. До конца того сезона, играя то с Ульеттом, то с Вемичем, то с ещё рядом партнёров, Соарес выходит в топ-30, закрепляясь на уровне основного тура ATP. Через год бразилец подтверждает подобные результаты, вместе с Ульеттом побывав в нескольких финалах турниров базовой категории, пару раз выйдя в полуфиналы соревнований серии Мастерс и четвертьфиналы турниров Большого шлема.
В межсезонье Кевин фактически завершает активную карьеру в туре; заменой ему в первое время становится соотечественник Марсело Мело — уже на своём втором турнире бразильцы доходят до финала, но в дальнейшем элитный уровень результатов подтвердить не удаётся; лишь к концу весеннего грунтового сезона Бруно и Марсело вновь доходят до финала турнира базовой категории основного тура, победив в Ницце. Следом Мело и Соарес подтверждают собственную неплохую форму, выйдя в четвертьфинал Ролан Гаррос, попутно обыграв братьев Брайанов. Локальные успехи на турнирах младших категорий до конца того года позволяет бразильцам сохранить позиции в топ-40.

### 2011—2013 (первый Большой шлем в миксте)
В 2011 году Бруно вновь большую часть сезона играет с Марсело, но периодически объединяется в команды из другими теннисистами: один из таких союзов — с аргентинцем Хуном Игнасио Челой на турнире в Монте-Карло — приводит к первому финалу на соревновании серии Мастерс. Бразильцы вполне уверенно играют друг с другом, но в какой-то момент к концу сезона приводят к бесперспективности дальнейшего сотрудничества. При этом Соарес и Мело в этот момент и далее становятся основной парой сборной Бразилии в Кубке Дэвиса, а в 2012-м вместе сыграют на Олимпиаде в Лондоне.
Сезон-2012 Бруно начинает с американцем Эриком Бутораком. Дуэт неплохо играет разминочные турниры, затем выходит в четвертьфинал Открытого чемпионата Австралии и побеждают на грунтовом турнире в Сан-Паулу, но дальше их результаты падают: на девяти совместных соревнованиях до Открытого чемпионата Франции они выигрывают лишь матч, из-за чего по окончании весеннего грунтового сезона они решают прекратить сотрудничество. Несколько предолимпийских месяцев Соарес пробует играть с несколькими партнёрами, в итоге остановившись на партнёрстве с австрийцем Александром Пейей. На Лондонских играх Мела и Соарес пробиваются в четвертьфинал, выбив американскую и чешскую пару, а уступив будущим финалистам — французам Тсонге и Льодре.

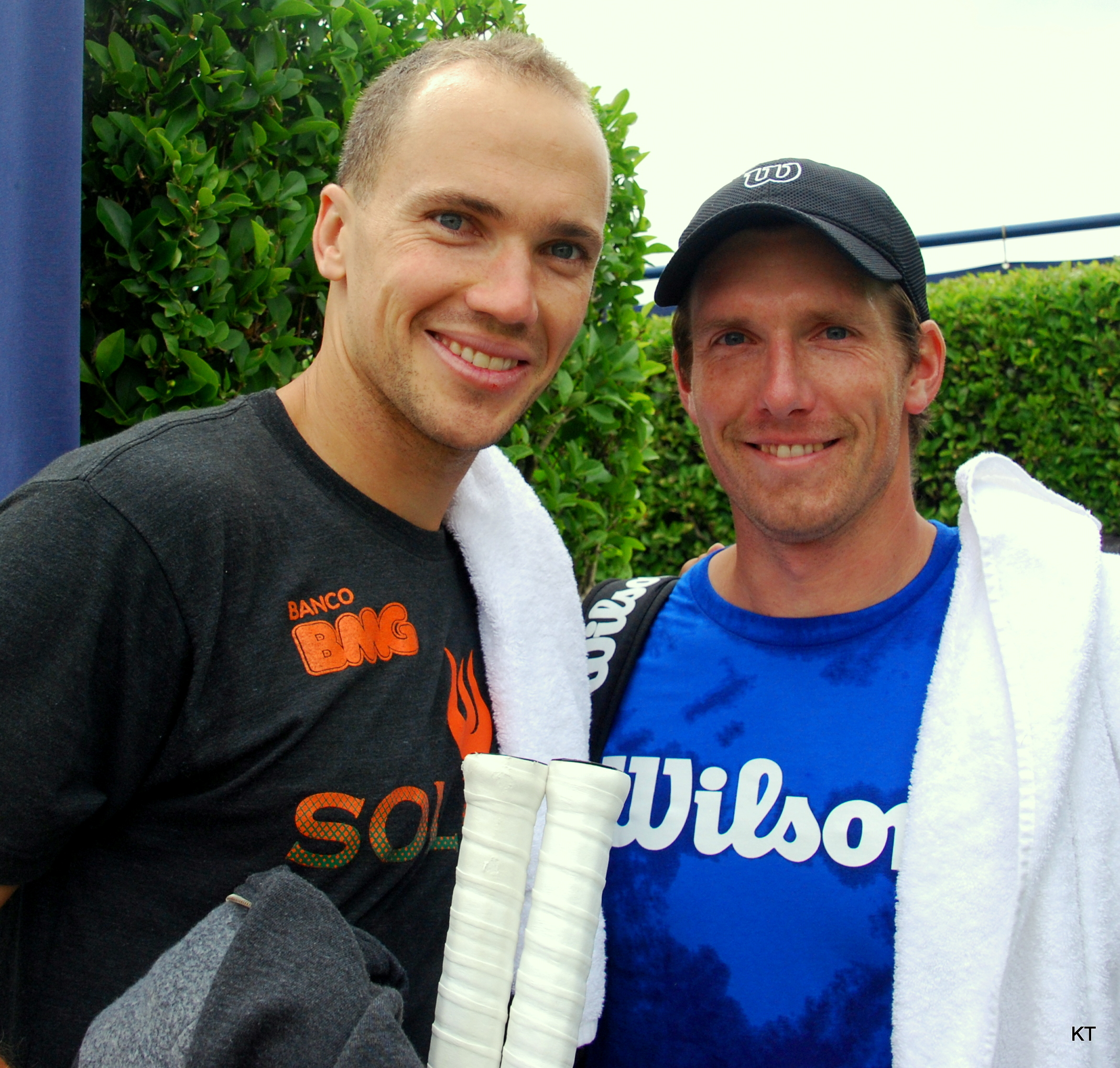
Пейя и Соарес. Июнь 2013 года.

Альянс с Пейей в конце года оказывается более чем успешен: Бруно и Александр выходят в четвертьфинал Открытого чемпионата США, а затем дважды выигрывают связки турниров ATP 250 / ATP 500: сначала победив в Куала-Лумпуре и Токио, а затем в Стокгольме и Валенсии. Однако лишь один выигранный матч на двух осенних призах серии Мастерс не позволяет им побороться за место на Итоговом турнире. Во второй половине того сезона удаётся в первый раз показать неплохой результат в соревнованиях в смешанном парном разряде: вместе с россиянкой Екатериной Макаровой Соарес побеждает на Открытом чемпионате США, по ходу выбив из борьбы обоих братьев Брайанов, а также Марцина Матковского и Квету Пешке. Благодаря этому титулу Бруно становится первым со времён Томаса Коха теннисистом из Бразилии, выигравшим турнир Большого шлема в этом разряде.
В 2013 году партнёрство с Пейей сохраняется: турниры в Австралазии проходят не слишком удачно (Соарес выигрывает турнир в Окленде, но вместе с британцем Колином Флемингом), зато на зимней серии турниров в Новом Свете их альянс вновь выходит на пик результатов: выигран приз в Сан-Паулу, после чего на трёх соревнованиях подряд бразилец и австриец доходят до полуфиналов. Следом альянс выдаёт небольшую неудачную серию, проиграв в первых раундах на турнирах серии Мастерс в Майами и Монте-Карло, но вскоре им вновь удалось нащупать уверенность в своих силах и австриец с бразильцем победили на турнире в Барселоне, затем сыграли в финале Мастерса в Мадриде, а на финише этого отрезка календаря добрались до полуфинала Ролан Гаррос. По ходу этого отрезка сезона у Бруно и Александра образовался ещё один неудобный соперник — набирающая силу пара Марреро / Вердаско: команды сыграли между собой три матча и Соарес с Пейей выиграли лишь одну из них. Последующий короткий травяной сезон принёс множество побед, но к Уимблдону многие соперники оказались готовы лучше: с трудом справившись во втором круге с Полом Хенли и Джоном-Патриком Смитом австриец и бразилец в следующем матче проиграли Рохану Бопанне и Эдуару Роже-Васслену. Нереализованные в соревнованиях мужских пар силы Бруно направил на игры в миксте, где в паре с Лизой Реймонд до финала, где американцы в затяжном третьем сете уступили альянсу Младенович / Нестор.
Летом австриец и бразилец ненадолго возобновили свой грунтовый сезон, сыграв в Гамбурге и лишь затем вернувшись на хардовые турниры. В начале августа пара выиграла свой первый титул на соревнованиях серии Мастерс, победив на турнире в Монреале, а в конце месяца альянс и впервые сыграл в финале турнира Большого шлема — на Открытом чемпионате США Бруно и Александр переиграли в полуфинале пару Додиг / Мело, чтобы в титульном матче уступить Радеку Штепанеку и Леандру Паесу. Бруно привычно неплохо отыграл американский турнир Большого шлема и в миксте, где в паре с Анабель Мединой Гарригеc дошёл до полуфинала, попутно переиграв двукратных финалистов турниров серии того года — альянс Градецкая / Чермак. Насыщенный график сезона сказался на здоровье одного из партнёров — Пейя ближе к концу североамериканской серии испытывал локальные проблемы со спиной и пара предпочёл пропустить азиатскую серию. Поздней осенью альянс вернулась в тур, записав на свой счёт титул на турнире в Валенсии, финал на парижском Мастерсе и полуфинал на Итоговом турнире. Все успехи сезона-2013 позволили австрийцу и бразильцу утвердиться в роли второй пары мира, деля третью строчку в рейтинге.

### 2014—2016 (победы в Австралии и США)
Пейя и Соарес пытались продолжить удачную серию и в новом сезоне, но расклад сил в парном туре не всегда позволял им стабильно добиваться успеха: во время январской серии они дважды играли в финалах небольших соревнований, но на Открытом чемпионате Австралии уступили уже в третьем раунде; последующая февральская связка турниров в Бразилии прошла и того хуже — на двух турнирах было выиграно лишь два матча. С возвращением на хард уверенность в своих действиях, впрочем, частично вернулась — Александр и Бруно добрались до финала Мастерса в Индиан-Уэлсе, попутно переиграв финалистов австралийского соревнования Большого шлема — альянс Буторак / Класен. Всплеск результатов на калифорнийском турнире не имел особого продолжения — на четырёх следующих соревнованиях серии пара лишь раз задержалась в сетке дольше чем на два матча; к лету, впрочем, неудачи удалось преодолеть: Бруно дошёл до полуфинала Ролан Гаррос затем сыграл в финалах в Лондоне и Истборне, а на Уимблдоне добился двух четвертьфиналов. Июль принёс финал на турнире в Гамбурге, североамериканская серия — титулы на Мастерсе в Торонто и в соревновании смешанных пар на Открытом чемпионате США, а также четвертьфинал на этом же американском турнире Большого шлема в мужских парах. На осеннюю азиатскую серию вновь пришёлся значительный спад, не помешавший, впрочем, отобраться на Итоговый турнир.
Первый титул в 2015 году Соарес выиграл весной на грунтовом турнире в Мюнхене в дуэте с Александром Пейей. На Ролан Гаррос и Уимблдоне их команда достигла четвертьфинала. Второго совместного титула в сезоне Пейя и Соарес добились осенью на зальном турнире в Базеле.
Наиболее успешным сезоном для Соареса стал 2016 год, когда он начал выступать в туре в паре с Джейми Марреем. Результат пришёл к их команде с самого начала сезона. Уже на втором совместном в сезоне турнире в Сиднее они смогли выиграть титул. На первом в сезоне Большом шлеме — Открытом чемпионате Австралии Маррей и Соарес смогли выиграть мужские парные соревнования. В финале они обыграли Даниэля Нестора и Радека Штепанека. Также в Австралии Соарес смог выиграть и соревнования в миксте в альянсе с Еленой Весниной. Соарес, собрав неплохое количество рейтингов очков после Австралии вошёл в топ-10 парного рейтинга.
| Стадия  | Соперники (посев)                    | Рейтинг   | Счёт              |
| 1 раунд | Айсам-уль-Хак Куреши Джонатан Маррей | 37 / 72   | 6-3 6-4           |
| 2 раунд | Мариуш Фирстенберг Ежи Янович        | 52 / -    | 7-5 6-3           |
| 3 раунд | Доминик Инглот Роберт Линдстедт (11) | 23 / 26   | 6-3 6-4           |
| 1/4     | Равен Класен Раджив Рам (13)         | 21 / 36   | 6-7(3) 6-4 7-6(3) |
| 1/2     | Адриан Маннарино Люка Пуй            | 223 / 270 | 6-3 6-1           |
| Финал   | Даниэль Нестор Радек Штепанек        | 19 / 82   | 2-6 6-4 7-5       |

В апреле на турнире серии Мастерс в Монте-Карло Маррей и Соарес выходят в финал. где проигрывают Николя Маю и Пьер-Югу Эрберу. На Уимблдонском турнире Маррей и Соарес вышли в четвертьфинал. В конце июля они смогли выйти в финал на Мастерсе в Торонто, но проиграли его Ивану Додигу и Марсело Мело (4-6, 4-6). В августе Бруно принял участие на Олимпийских играх, которые проводились в Рио-де-Жанейро. В дуэте с Марсело Мело он смог дойти до четвертьфинала. На Открытом чемпионате США 2016 года Маррея и Соареса ждал успех. Они смогли выиграть второй Большой шлем в сезоне.
| Стадия  | Соперники (посев)                          | Рейтинг    | Счёт           |
| 1 раунд | Жуан Соуза Гаштан Элиаш                    | 98 / 151   | 6-3 6-7(3) 7-5 |
| 2 раунд | Марцин Матковский Юрген Мельцер (PR)       | 33 / 1 208 | 6-1 6-1        |
| 3 раунд | Брайан Бейкер Маркус Даниэлл (PR)          | 135 / 58   | 6-3 7-6(7)     |
| 1/4     | Крис Гуччоне Андре Са                      | 46 / 68    | 7-6(9) 2-6 6-3 |
| 1/2     | Николя Маю Пьер-Юг Эрбер (1)               | 1 / 2      | 7-5 4-6 6-3    |
| Финал   | Гильермо Гарсия Лопес Пабло Карреньо Буста | 172 / 61   | 6-2 6-3        |

Осенью 2016 года Соарес в парном рейтинге смог достигнуть второй строчки рейтинга, а по итогам года финишировал на третьем месте.

### 2017—2022 (титул и ещё два финала Большого шлема, завершение карьеры)

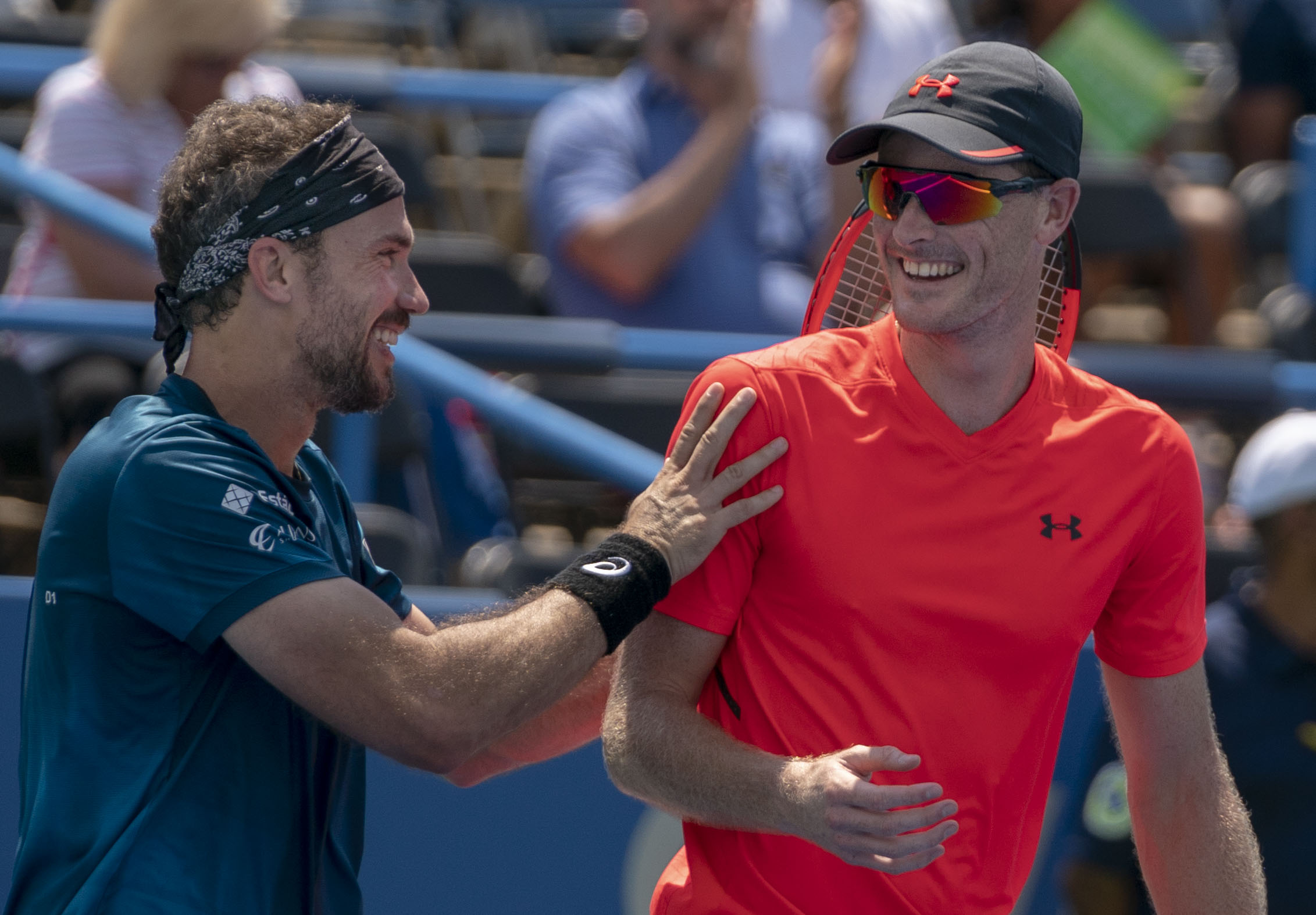
Соарес (слева) с Джейми Маррем на турнире в Вашингтоне 2018 года

На старте сезон 2017 года Маррей и Соарес сыграли в финале турнира в Сиднее. На Открытом чемпионате Австралии они не сумели защитить прошлогодний титул, проиграв уже в первом раунде. Первого титула они добились в начале марта на турнире в Акапулько. На кортах Ролан Гаррос Маррей и Соарес достигли четвертьфинала. В июне они выиграли сразу два турнира на траве: в Штутгарте и Лондоне. На Уимблдонском турнире Соарес лучше всего выступил в миксте, выйдя в полуфинал в команде с Еленой Весниной. В августе на Мастерсе в Цинциннати Марреем он достиг финала, а на Открытом чемпионате США их дуэт дошёл до четвертьфинала. В осенней части сезона Маррей и Соарес сыграли в одном финале на турнире в Токио. На Итоговом турнире их пара смогла выйти в полуфинал.
В январе 2018 года Маррей и Соарес вышли в финал турнира в Дохе. На Открытом чемпионате Австралии Бруно смог дойти до полуфинала в миксте в команде с Екатериной Макаровой. В начале марта Маррей и Соарес защитили свой титул на турнире в Акапулько. В июне они вышли в финал турнира в Лондоне, а на Уимблдоне смогли доиграть до четвертьфинала. В августе Джейми и Бруно стали чемпионами турнира в Вашингтоне и победили на Мастерсе в Цинциннати. Результатом на Открытом чемпионате США стал выход в четвертьфинал. В октябре Маррей и Соарес сыграли в финале Мастерса в Шанхае, а в конце сезона доиграли до полуфинала Итогового турнира.
В начале 2019 года Маррей и Соарес смогли выиграть турнир в Сиднее. Для 36-летнего бразильца это титул стал 30-м в Мировом туре в мужском парном разряде. Австралийский чемпионат завершился для Бруно и Джейми выходом в четвертьфинал, а в миксте в партнёрстве с Николь Мелихар Соарес вышел в полуфинал. В апреле Маррей и Соарес сыграли в полуфинале Мастерса в Монте-Карло, а затем вышли в финал турнира в Барселоне. На Ролан Гаррос в миксте сыграл вновь с Николь Мелихар и добрался до полуфинала. В июне Соарес в команде с Джоном Пирсом смог выиграть турнир на траве в Штутгарте. После этого новым постоянным партнёром бразильца стал Мате Павич из Хорватии. С ходу их пара не смогла завоевать титул и некоторое время ушло, чтобы сыграться вместе. Первого успеха они добились в октябре, выиграв Мастерс в Шанхае. После этого они сыграли в финале турнира в Стокгольме.
В 2020 году 38-летний Соарес добился последнего громкого успеха в карьере. После паузы из-за пандемии COVID-19 Павич и Соарес смогли выиграть Открытый чемпионат США. В решающем матче они переиграли Уэсли Колхофа и Николу Мектича и бразилец выиграл третий Большой шлем в мужских парах.
| Стадия  | Соперники (посев)                      | Рейтинг  | Счёт           |
| 1 раунд | Марсель Гранольерс Орасио Себальос (5) | 15 / 4   | 3-6 6-4 6-4    |
| 2 раунд | Джек Сок Джексон Уитроу (PR)           | 128 / 76 | 5-7 7-6(5) 6-4 |
| 1/4     | Джейми Маррей Нил Скупски              | 24 / 26  | 6-2 7-6(4)     |
| 1/2     | Жан-Жюльен Ройер Хория Текэу           | 21 / 20  | 6-4 7-5        |
| Финал   | Уэсли Колхоф Никола Мектич (8)         | 16 / 22  | 7-5 6-3        |

На, перенесенном на осень, Открытом чемпионате Франции Павич и Соарес вышли во второй финал Большого шлема подряд. В четвертьфинале они победили третий сеянный дуэт Раджив Рам и Уэсли Колхоф, а в полуфинале прошли перых номеров посева Хуана Себастьяна Кабаля и Роберта Фару. В финале они проиграли паре из Германии Кевин Кравиц и Андреас Мис. После Ролан Гаррос Соарес поднялся на шестое место рейтинга. В ноябре они вышли в финал Мастерса в Париже. На Итоговом турнире Павич и Соарес не смогли выйти из группы, несмотря на две победы в трёх матчах и сезон бразилец завершил в ранге седьмого номера в парном рейтинге.
В 2021 году Соарес вновь воссоединился в команду с Джейми Марреем и уже на первом турнире в году (в Мельбурне) они смогли выиграть титул. На Открытом чемпионате Австралии они доиграли до полуфинала, однако уступили Радживу Раму и Джо Солсбери. В марте бразилец на время поднялся на четвёртое место парного рейтинга. Маррей и Соарес долго не показывали сильных результатов, однако на Открытом чемпионате США им удалось показать стабильную игру и выйти в финал. Здесь они вновь проиграли дуэту Раджив Рам и Джо Солсбери (6:3, 2:6, 2:6). В октябре Маррей и Соарес выиграли второй титул в сезоне, взяв его на турнире в Санкт-Петербурге. На Итоговом турнире они проиграли все три матча в группе и по результатам сезона 2021 года Соарес занял 16-е место парного рейтинга.
В феврале 2022 года Маррей и Соарес сыграли единственный финал в сезоне на турнире в Рио-де-Жанейро. Соарес доиграл в итоге в сезоне до Открытого чемпионата США и в возрасте 40 лет принял решение завершить карьеру.

## Рейтинг на конец года
| Год  | Одиночный рейтинг | Парный рейтинг |
| 2022 |                   | 88             |
| 2021 |                   | 16             |
| 2020 |                   | 7              |
| 2019 |                   | 21             |
| 2018 |                   | 7              |
| 2017 |                   | 10             |
| 2016 |                   | 3              |
| 2015 |                   | 22             |
| 2014 |                   | 10             |
| 2013 |                   | 3              |
| 2012 |                   | 19             |
| 2011 |                   | 19             |
| 2010 |                   | 35             |
| 2009 |                   | 22             |
| 2008 | 802               | 23             |
| 2007 | 1127              | 192            |
| 2006 | 1181              | 1637           |
| 2005 | 406               | 241            |
| 2004 | 316               | 122            |
| 2003 | 290               | 196            |
| 2002 | 621               | 282            |
| 2001 | 662               | 484            |
| 2000 | 844               | 841            |
| 1999 | 812               | 967            |

По данным официального сайта ATP на последнюю неделю года.

## Выступления на турнирах

### Финалы челленджеров и фьючерсов в одиночном разряде (11)

#### Победы (5)
| Титулы              |
| Челленджеры (0+12)* |
| Фьючерсы (5+17)     |

| Титулы по покрытиям | Титулы по месту проведения матчей турнира |
| ------------------- | ----------------------------------------- |
| Хард (3+17)*        | Зал (0+3)                                 |
| Грунт (2+12)        | Зал (0+3)                                 |
| Трава (0)           | Открытый воздух (5+26)                    |
| Ковёр (0)           | Открытый воздух (5+26)                    |

* количество побед в одиночном разряде + количество побед в парном разряде.
| №  | Дата           | Турнир                  | Покрытие | Соперник в финале     | Счёт           |
| 1. | 19 мая 2002    | Лорето, Мексика         | Хард     | Карлос Берлок         | 6-4 6-4        |
| 2. | 26 января 2003 | Гватемала, Гватемала    | Хард     | Хуан Пабло Бжежицки   | 6-4 6-3        |
| 3. | 7 марта 2004   | Флорианополис, Бразилия | Грунт    | Франко Феррейро       | 6-2 6-1        |
| 4. | 14 марта 2004  | Калдас-Новас, Бразилия  | Хард     | Игнасио Гонсалес Кинг | 6-3 7-5        |
| 5. | 8 мая 2005     | Перейра, Колумбия       | Грунт    | Диего Хартфилд        | 6-2 6-7(3) 6-3 |

#### Поражения (6)
| №  | Дата            | Турнир                   | Покрытие | Соперник в финале | Счёт              |
| 1. | 25 мая 2003     | Кали, Колумбия           | Грунт    | Тьяго Алвес       | 6-3 4-6 0-6       |
| 2. | 22 июня 2003    | Торреон, Мексика         | Хард     | Франко Феррейро   | 4-6 6-7(3)        |
| 3. | 19 октября 2003 | Лаббок, США              | Хард     | Душан Вемич       | 7-6(5) 6-7(3) 3-6 |
| 4. | 15 января 2005  | Сан-Сальвадор, Сальвадор | Грунт    | Тьяго Алвес       | 2-6 3-6           |
| 5. | 23 января 2005  | Гватемала, Гватемала     | Хард     | Джон-Пол Фруттеро | 3-6 3-6           |
| 6. | 1 мая 2005      | Кали, Колумбия           | Грунт    | Карлос Саламанка  | 2-6 2-6           |

### Финалы турниров Большого шлема в парном разряде (6)

#### Победы (3)
| №  | Год  | Турнир                       | Покрытие | Партнёр       | Соперники в финале                         | Счёт        |
| 1. | 2016 | Открытый чемпионат Австралии | Хард     | Джейми Маррей | Даниэль Нестор Радек Штепанек              | 2-6 6-4 7-5 |
| 2. | 2016 | Открытый чемпионат США       | Хард     | Джейми Маррей | Гильермо Гарсия Лопес Пабло Карреньо Буста | 6-2 6-3     |
| 3. | 2020 | Открытый чемпионат США (2)   | Хард     | Мате Павич    | Уэсли Колхоф Никола Мектич                 | 7-5 6-3     |

#### Поражения (3)
| №  | Год  | Турнир                     | Покрытие | Партнёр        | Соперники в финале          | Счёт        |
| 1. | 2013 | Открытый чемпионат США     | Хард     | Александр Пейя | Леандер Паес Радек Штепанек | 1-6 3-6     |
| 2. | 2020 | Открытый чемпионат Франции | Грунт    | Мате Павич     | Кевин Кравиц Андреас Мис    | 3-6 5-7     |
| 3. | 2021 | Открытый чемпионат США (2) | Хард     | Джейми Маррей  | Раджив Рам Джо Солсбери     | 6-3 2-6 2-6 |

### Финалы турнировATPв парном разряде (69)

#### Победы (35)
| Легенда                         |
| ------------------------------- |
| Турниры Большого шлема (0+3+3)* |
| Итоговый турнир ATP (0)         |
| ATP Мастерс 1000 (0+4)          |
| АТР 500 (0+9)                   |
| АТР 250 (0+19)                  |

| Титулы по покрытиям | Титулы по месту проведения матчей турнира |
| ------------------- | ----------------------------------------- |
| Хард (0+22+3)*      | Зал (0+9)                                 |
| Грунт (0+7)         | Зал (0+9)                                 |
| Трава (0+6)         | Открытый воздух (0+26+3)                  |
| Ковёр (0)           | Открытый воздух (0+26+3)                  |

* количество побед в одиночном разряде + количество побед в парном разряде + количество побед в миксте.
| №   | Дата             | Турнир                       | Покрытие    | Партнёр        | Соперники в финале                         | Счёт                  |
| 1.  | 21 июня 2008     | Ноттингем, Великобритания    | Трава       | Кевин Ульетт   | Джефф Кутзе Джейми Маррей                  | 6-2 7-6(5)            |
| 2.  | 25 октября 2009  | Стокгольм, Швеция            | Хард (зал)  | Кевин Ульетт   | Симон Аспелин Пол Хенли                    | 6-4 7-6(4)            |
| 3.  | 22 мая 2010      | Ницца, Франция               | Грунт       | Марсело Мело   | Рохан Бопанна Айсам-уль-Хак Куреши         | 1-6 6-3 [10-5]        |
| 4.  | 6 февраля 2011   | Сантьяго, Чили               | Грунт       | Марсело Мело   | Лукаш Кубот Оливер Марах                   | 6-3 7-6(3)            |
| 5.  | 12 февраля 2011  | Коста-да-Сауипе, Бразилия    | Грунт       | Марсело Мело   | Пабло Андухар Даниэль Химено Травер        | 7-6(4) 6-3            |
| 6.  | 19 февраля 2012  | Сан-Паулу, Бразилия (2)      | Грунт (зал) | Эрик Буторак   | Михал Мертиняк Андре Са                    | 3-6 6-4 [10-8]        |
| 7.  | 30 сентября 2012 | Куала-Лумпур, Малайзия       | Хард (зал)  | Александр Пейя | Колин Флеминг Росс Хатчинс                 | 5-7 7-5 [10-7]        |
| 8.  | 7 октября 2012   | Токио, Япония                | Хард        | Александр Пейя | Леандер Паес Радек Штепанек                | 6-3 7-6(5)            |
| 9.  | 21 октября 2012  | Стокгольм, Швеция (2)        | Хард (зал)  | Марсело Мело   | Ненад Зимонич Роберт Линдстедт             | 6-7(4) 6-4 [10-6]     |
| 10. | 28 октября 2012  | Валенсия, Испания            | Хард (зал)  | Александр Пейя | Фернандо Вердаско Давид Марреро            | 6-3 6-2               |
| 11. | 13 января 2013   | Окленд, Новая Зеландия       | Хард        | Колин Флеминг  | Юхан Брунстрём Фредерик Нильсен            | 7-6(1) 7-6(2)         |
| 12. | 17 февраля 2013  | Сан-Паулу, Бразилия (3)      | Грунт (зал) | Александр Пейя | Михал Мертиняк Франтишек Чермак            | 6-7(5) 6-2 [10-7]     |
| 13. | 28 апреля 2013   | Барселона, Испания           | Грунт       | Александр Пейя | Роберт Линдстедт Даниэль Нестор            | 5-7 7-6(7) [10-4]     |
| 14. | 22 июня 2013     | Истборн, Великобритания      | Трава       | Александр Пейя | Джонатан Маррей Колин Флеминг              | 3-6 6-3 [10-8]        |
| 15. | 11 августа 2013  | Монреаль, Канада             | Хард        | Александр Пейя | Энди Маррей Колин Флеминг                  | 6-4 7-6(4)            |
| 16. | 27 октября 2013  | Валенсия, Испания (2)        | Хард (зал)  | Александр Пейя | Боб Брайан Майк Брайан                     | 7-6(3) 6-7(1) [13-11] |
| 17. | 15 июня 2014     | Лондон, Великобритания       | Трава       | Александр Пейя | Джейми Маррей Джон Пирс                    | 4-6 7-6(4) [10-4]     |
| 18. | 10 августа 2014  | Торонто, Канада (2)          | Хард        | Александр Пейя | Иван Додиг Марсело Мело                    | 6-4 6-3               |
| 19. | 3 мая 2015       | Мюнхен, Германия             | Грунт       | Александр Пейя | Александр Зверев Миша Зверев               | 4-6 6-1 [10-5]        |
| 20. | 1 ноября 2015    | Базель, Швейцария            | Хард (зал)  | Александр Пейя | Джейми Маррей Джон Пирс                    | 7-5 7-5               |
| 21. | 16 января 2016   | Сидней, Австралия            | Хард        | Джейми Маррей  | Рохан Бопанна Флорин Мерджа                | 6-3 7-6(6)            |
| 22. | 30 января 2016   | Открытый чемпионат Австралии | Хард        | Джейми Маррей  | Даниэль Нестор Радек Штепанек              | 2-6 6-4 7-5           |
| 23. | 10 сентября 2016 | Открытый чемпионат США       | Хард        | Джейми Маррей  | Гильермо Гарсия Лопес Пабло Карреньо Буста | 6-2 6-3               |
| 24. | 4 марта 2017     | Акапулько, Мексика           | Хард        | Джейми Маррей  | Джон Изнер Фелисиано Лопес                 | 6-3 6-3               |
| 25. | 18 июня 2017     | Штутгарт, Германия           | Трава       | Джейми Маррей  | Оливер Марах Мате Павич                    | 6-7(4) 7-5 [10-5]     |
| 26. | 25 июня 2017     | Лондон, Великобритания (2)   | Трава       | Джейми Маррей  | Жюльен Беннето Эдуар Роже-Васслен          | 6-2 6-3               |
| 27. | 3 марта 2018     | Акапулько, Мексика (2)       | Хард        | Джейми Маррей  | Боб Брайан Майк Брайан                     | 7-6(4) 7-5            |
| 28. | 5 августа 2018   | Вашингтон, США               | Хард        | Джейми Маррей  | Майк Брайан Эдуар Роже-Васслен             | 3-6 6-3 [10-4]        |
| 29. | 19 августа 2018  | Цинциннати, США              | Хард        | Джейми Маррей  | Хуан Себастьян Кабаль Роберт Фара          | 4-6 6-3 [10-6]        |
| 30. | 12 января 2019   | Сидней, Австралия (2)        | Хард        | Джейми Маррей  | Хуан Себастьян Кабаль Роберт Фара          | 6-4 6-3               |
| 31. | 16 июня 2019     | Штутгарт, Германия (2)       | Трава       | Джон Пирс      | Рохан Бопанна Денис Шаповалов              | 7-5 6-3               |
| 32. | 13 октября 2019  | Шанхай, Китай                | Хард        | Мате Павич     | Лукаш Кубот Марсело Мело                   | 6-4 6-2               |
| 33. | 10 сентября 2020 | Открытый чемпионат США (2)   | Хард        | Мате Павич     | Уэсли Колхоф Никола Мектич                 | 7-5 6-3               |
| 34. | 7 февраля 2021   | Мельбурн, Австралия          | Хард        | Джейми Маррей  | Хуан Себастьян Кабаль Роберт Фара          | 6-3 7-6(7)            |
| 35. | 31 октября 2021  | Санкт-Петербург, Россия      | Хард (зал)  | Джейми Маррей  | Андрей Голубев Юго Нис                     | 6-3 6-4               |

#### Поражения (34)
| №   | Дата             | Турнир                     | Покрытие   | Партнёр           | Соперники в финале                   | Счёт                 |
| 1.  | 17 августа 2008  | Вашингтон, США             | Хард       | Кевин Ульетт      | Марк Жикель Роберт Линдстедт         | 6-7(6) 3-6           |
| 2.  | 29 августа 2009  | Нью-Хейвен, США            | Хард       | Кевин Ульетт      | Юрген Мельцер Юлиан Ноул             | 4-6 6-7(3)           |
| 3.  | 16 января 2010   | Окленд, Новая Зеландия     | Хард       | Марсело Мело      | Маркус Даниэлл Хория Текэу           | 5-7 4-6              |
| 4.  | 1 августа 2010   | Гштад, Швейцария           | Грунт      | Марсело Мело      | Юхан Брунстрём Яркко Ниеминен        | 3-6 7-6(4) [9-11]    |
| 5.  | 26 сентября 2010 | Мец, Франция               | Хард (зал) | Марсело Мело      | Дастин Браун Рогир Вассен            | 3-6 3-6              |
| 6.  | 26 февраля 2011  | Акапулько, Мексика         | Грунт      | Марсело Мело      | Хория Текэу Виктор Ханеску           | 1-6 3-6              |
| 7.  | 17 апреля 2011   | Монте-Карло, Монако        | Грунт      | Хуан Игнасио Чела | Боб Брайан Майк Брайан               | 3-6 2-6              |
| 8.  | 23 октября 2011  | Стокгольм, Швеция          | Хард       | Марсело Мело      | Рохан Бопанна Айсам-уль-Хак Куреши   | 1-6 3-6              |
| 9.  | 15 июля 2012     | Бостад, Швеция             | Грунт      | Александр Пейя    | Роберт Линдстедт Хория Текэу         | 3-6 6-7(5)           |
| 10. | 12 мая 2013      | Мадрид, Испания            | Грунт      | Александр Пейя    | Боб Брайан Майк Брайан               | 2-6 3-6              |
| 11. | 16 июня 2013     | Лондон, Великобритания     | Трава      | Александр Пейя    | Боб Брайан Майк Брайан               | 6-4 5-7 [3-10]       |
| 12. | 21 июля 2013     | Гамбург, Германия          | Грунт      | Александр Пейя    | Марцин Матковский Мариуш Фирстенберг | 6-3 1-6 [8-10]       |
| 13. | 8 сентября 2013  | Открытый чемпионат США     | Хард       | Александр Пейя    | Леандер Паес Радек Штепанек          | 1-6 3-6              |
| 14. | 3 ноября 2013    | Париж, Франция             | Хард (зал) | Александр Пейя    | Боб Брайан Майк Брайан               | 3-6 3-6              |
| 15. | 4 января 2014    | Доха, Катар                | Хард       | Александр Пейя    | Томаш Бердых Ян Гайек                | 2-6 4-6              |
| 16. | 11 января 2014   | Окленд, Новая Зеландия (2) | Хард       | Александр Пейя    | Марсело Мело Юлиан Ноул              | 6-4 3-6 [5-10]       |
| 17. | 15 марта 2014    | Индиан-Уэлс, США           | Хард       | Александр Пейя    | Боб Брайан Майк Брайан               | 4-6 3-6              |
| 18. | 21 июня 2014     | Истборн, Великобритания    | Трава      | Александр Пейя    | Доминик Инглот Трет Конрад Хьюи      | 5-7 7-5 [8-10]       |
| 19. | 20 июля 2014     | Гамбург, Германия (2)      | Грунт      | Александр Пейя    | Марин Драганя Флорин Мерджа          | 4-6 5-7              |
| 20. | 14 июня 2015     | Штутгарт, Германия         | Трава      | Александр Пейя    | Рохан Бопанна Флорин Мерджа          | 7-5 2-6 [7-10]       |
| 21. | 17 апреля 2016   | Монте-Карло, Монако (2)    | Грунт      | Джейми Маррей     | Николя Маю Пьер-Юг Эрбер             | 6-4 0-6 [6-10]       |
| 22. | 31 июля 2016     | Торонто, Канада            | Хард       | Джейми Маррей     | Иван Додиг Марсело Мело              | 4-6 4-6              |
| 23. | 14 января 2017   | Сидней, Австралия          | Хард       | Джейми Маррей     | Уэсли Колхоф Матве Мидделкоп         | 3-6 5-7              |
| 24. | 20 августа 2017  | Цинциннати, США            | Хард       | Джейми Маррей     | Николя Маю Пьер-Юг Эрбер             | 6-7(6) 4-6           |
| 25. | 8 октября 2017   | Токио, Япония              | Хард       | Джейми Маррей     | Бен Маклахлан Ясутака Утияма         | 4-6 6-7(1)           |
| 26. | 5 января 2018    | Доха, Катар (2)            | Хард       | Джейми Маррей     | Оливер Марах Мате Павич              | 2-6 6-7(6)           |
| 27. | 24 июня 2018     | Лондон, Великобритания (2) | Трава      | Джейми Маррей     | Хенри Континен Джон Пирс             | 4-6 3-6              |
| 28. | 14 октября 2018  | Шанхай, Китай              | Хард       | Джейми Маррей     | Лукаш Кубот Марсело Мело             | 4-6 2-6              |
| 29. | 28 апреля 2019   | Барселона, Испания         | Грунт      | Джейми Маррей     | Хуан Себастьян Кабаль Роберт Фара    | 4-6 6-7(4)           |
| 30  | 20 октября 2019  | Стокгольм, Швеция (2)      | Хард (зал) | Мате Павич        | Хенри Континен Эдуар Роже-Васслен    | 4-6 2-6              |
| 31. | 10 октября 2020  | Открытый чемпионат Франции | Грунт      | Мате Павич        | Кевин Кравиц Андреас Мис             | 3-6 5-7              |
| 32. | 8 ноября 2020    | Париж, Франция (2)         | Хард (зал) | Мате Павич        | Феликс Оже-Альяссим Хуберт Хуркач    | 7-6(3) 6-7(7) [2-10] |
| 33. | 10 сентября 2021 | Открытый чемпионат США (2) | Хард       | Джейми Маррей     | Раджив Рам Джо Солсбери              | 6-3 2-6 2-6          |
| 34. | 20 февраля 2022  | Рио-де-Жанейро, Бразилия   | Грунт      | Джейми Маррей     | Симоне Болелли Фабио Фоньини         | 5-7 7-6(2) [6-10]    |

### Финалы челленджеров и фьючерсов в парном разряде (45)

#### Победы (29)
| №   | Дата             | Турнир                   | Покрытие    | Партнёр             | Соперники в финале                    | Счёт               |
| 1.  | 17 сентября 2000 | Лима, Перу               | Грунт       | Тьяго Алвес         | Патрисио Аркес Игнасио Гонсалес Кинг  | 7-6(2) 7-6(5)      |
| 2.  | 2 апреля 2001    | Санта-Фе, Аргентина      | Грунт       | Рикардо Шлахтер     | Марселло Вовк Леонардо Ольгуин        | 7-6(3) 4-6 6-3     |
| 3.  | 13 мая 2001      | Гвадалахара, Мексика     | Грунт       | Рикардо Шлахтер     | Марсело Амадор Мигель Гальярдо Вальес | 6-2 6-2            |
| 4.  | 20 мая 2001      | Канкун, Мексика          | Хард        | Рикардо Шлахтер     | Дуг Рут Зак Флейшман                  | 6-4 6-4            |
| 5.  | 26 мая 2002      | Лос-Кабос, Мексика       | Хард        | Карлос Берлок       | Ненад Тороман Серхио Элиас Мусалем    | 6-3 7-5            |
| 6.  | 25 августа 2002  | Гояния, Бразилия         | Хард        | Марсело Мело        | Педро Брага Алессандро Гевара         | 7-6(8) 5-7 6-4     |
| 7.  | 8 сентября 2002  | Флорианополис, Бразилия  | Грунт       | Марсело Мело        | Эдуардо Борер Эдуардо Фрик            | 6-3 6-4            |
| 8.  | 20 октября 2002  | Эшпинью, Португалия      | Грунт       | Марсело Мело        | Бернарду Мота Леонарду Тавариш        | 6-3 7-6(2)         |
| 9.  | 19 января 2003   | Сан-Сальвадор, Сальвадор | Хард        | Хуан Пабло Бжежицки | Карлос Саламанка Алехандро Фалья      | 4-6 6-4 7-6(3)     |
| 10. | 16 февраля 2003  | Сан-Паулу, Бразилия      | Грунт       | Тьяго Алвес         | Роналдо Карвальо Рикардо Шлахтер      | 7-5 6-4            |
| 11. | 11 мая 2003      | Агуаскальентес, Мексика  | Хард        | Алехандро Фалья     | Роналдо Карвальо Габриэль Питта       | 4-6 6-4 6-3        |
| 12. | 1 июня 2003      | Перейра, Колумбия        | Грунт       | Марсело Мело        | Пабло Гонсалес Сантьяго Гонсалес      | 6-3 6-2            |
| 13. | 15 июня 2003     | Лос-Кабос, Мексика       | Хард        | Тьяго Алвес         | Сантьяго Гонсалес Бруно Эчагарай      | 4-6 6-3 6-4        |
| 14. | 28 сентября 2003 | Охай, США                | Хард        | Жюльен Кассен       | Роберт Им Трэвис Реттенмайер          | 6-4 6-3            |
| 15. | 2 ноября 2003    | Хаммонд, США             | Хард        | Лу Яньсюнь          | Амер Делич Бобби Рейнольдс            | 6-4 6-4            |
| 16. | 22 ноября 2003   | Эрбана, США              | Хард (зал)  | Тревис Пэрротт      | Брайан Бейкер Раджив Рам              | 4-6 6-4 6-1        |
| 17. | 15 февраля 2004  | Джоплин, США             | Хард (зал)  | Лу Яньсюнь          | Брайан Бейкер Раджив Рам              | 3-6 6-1 6-1        |
| 18. | 7 марта 2004     | Флорианополис, Бразилия  | Грунт       | Марсело Мело        | Алешандре Бонатто Франко Феррейро     | 3-6 7-5 6-3        |
| 19. | 14 марта 2004    | Калдас-Новас, Бразилия   | Хард        | Марсело Мело        | Алессандро Камарко Леонардо Кирхе     | 6-2 6-3            |
| 20. | 15 мая 2004      | Форест-Хилс, США         | Грунт (зал) | Джейсон Маршалл     | Михаэль Беррер Джимми Ван             | 7-6(5) 6-3         |
| 21. | 8 августа 2004   | Грамаду, Бразилия        | Хард        | Сантьяго Гонсалес   | Энрике Мельо Алешандри Симони         | 6-3 6-3            |
| 22. | 10 октября 2004  | Остин, США               | Хард        | Андре Са            | Брайан Вахали Роберт Кендрик          | 6-3 6-1            |
| 23. | 17 октября 2004  | Тибурон, США             | Хард        | Андре Са            | Роберт Кендрик Брэндон Куп            | 6-2 6-3            |
| 24. | 9 января 2005    | Сан-Паулу, Бразилия      | Хард        | Андре Са            | Томас Беренд Маркос Даниэль           | 6-2 6-2            |
| 25. | 22 июля 2007     | Куэнка, Эквадор          | Грунт       | Марсио Торрес       | Бриан Дабул Эрик Нуньес               | 7-6(6) 3-6 [11-9]  |
| 26. | 5 августа 2007   | Белу-Оризонти, Бразилия  | Хард        | Сантьяго Гонсалес   | Марсио Торрес Николя Турт             | 6-7(12) 6-4 [10-5] |
| 27. | 21 октября 2007  | Богота, Колумбия         | Грунт       | Томас Беллуччи      | Сантьяго Вентура Марсель Гранольерс   | 6-4 4-6 [11-9]     |
| 28. | 6 января 2008    | Сан-Паулу, Бразилия      | Хард        | Джейми Дельгадо     | Бриан Дабул Орасио Себальос           | 6-1 6-3            |
| 29. | 4 мая 2008       | Тунис, Тунис             | Грунт       | Томас Беллуччи      | Николя Турт Жан-Клод Шеррер           | 6-3 6-4            |

#### Поражения (16)
| №   | Дата            | Турнир                  | Покрытие | Партнёр               | Соперники в финале                    | Счёт               |
| 1.  | 14 октября 2001 | Флорианополис, Бразилия | Грунт    | Эдуардо Борер         | Педро Брага Отавио Ровати             | 5-7 4-6            |
| 2.  | 5 мая 2002      | Агуаскальентес, Мексика | Хард     | Марсело Мело          | Марсело Амадор Мигель Гальярдо Вальес | 4-6 4-6            |
| 2.  | 30 июня 2002    | Баркисимето, Венесуэла  | Хард     | Марсело Мело          | Джейсон Маршалл Брэндон Хок           | 6-4 6-7(5) 3-6     |
| 3.  | 18 августа 2002 | Сан-Паулу, Бразилия     | Грунт    | Марсело Мело          | Педро Брага Алессандро Гевара         | 3-6 5-7            |
| 4.  | 1 сентября 2002 | Форталеза, Бразилия     | Хард     | Марсело Мело          | Луис Марафелли Марсио Петроне         | 6-7(4) 6-7(2)      |
| 5.  | 26 января 2003  | Гватемала, Гватемала    | Хард     | Марсио Торрес         | Джонсон Гарсия Виктор Эстрелья Бургос | 7-6(4) 4-6 6-7(13) |
| 6.  | 4 мая 2003      | Гвадалахара, Мексика    | Грунт    | Игнасио Гонсалес Кинг | Эдуардо Борер Роналдо Карвальо        | 6-7(5) 6-7(9)      |
| 7.  | 8 июня 2003     | Лорето, Мексика         | Хард     | Тьяго Алвес           | Сантьяго Гонсалес Бруно Эчагарай      | Без игры           |
| 8.  | 5 октября 2003  | Лагуна-Нигел, США       | Хард     | Адам Кеннеди          | Скотт Липски Дэвид Мартин             | 3-6 6-7(2)         |
| 9.  | 3 октября 2004  | Колледж-Стейшен, США    | Хард     | Андре Са              | Брайан Вахали Пол Голдстейн           | 5-7 6-2 4-6        |
| 10. | 23 января 2005  | Гватемала, Гватемала    | Хард     | Тьяго Алвес           | Жан-Жюльен Ройер Марсио Торрес        | 6-4 3-6 2-6        |
| 11. | 8 мая 2005      | Перейра, Колумбия       | Грунт    | Пабло Гонсалес        | Даниэль Гарса Диего Хартфилд          | 6-7(4) 6-7(1)      |
| 12. | 5 июня 2005     | Юба-Сити, США           | Хард     | Сантьяго Гонсалес     | Джастин Гимелстоб Брэндон Куп         | 2-6 6-3 6-7(1)     |
| 13. | 19 июня 2005    | Куэнка, Эквадор         | Грунт    | Марсело Мело          | Горан Драгичевич Мирко Пехар          | 3-6 6-7(5)         |
| 14. | 7 октября 2007  | Медельин, Колумбия      | Грунт    | Сантьяго Гонсалес     | Пабло Куэвас Орасио Себальос          | 4-6 4-6            |
| 15. | 9 марта 2008    | Богота, Колумбия        | Грунт    | Томас Беллуччи        | Бриан Дабул Рамон Дельгадо            | 6-7(5) 4-6         |
| 16. | 20 апреля 2008  | Флорианополис, Бразилия | Грунт    | Томас Беллуччи        | Адриан Гарсия Леонардо Майер          | 2-6 0-6            |

### Финалы турниров Большого шлема в смешанном парном разряде (4)

#### Победы (3)
| №  | Год  | Турнир                       | Покрытие | Партнёрша          | Соперники в финале              | Счёт               |
| 1. | 2012 | Открытый чемпионат США       | Хард     | Екатерина Макарова | Квета Пешке Марцин Матковский   | 6-7(8) 6-1 [12-10] |
| 2. | 2014 | Открытый чемпионат США (2)   | Хард     | Саня Мирза         | Абигейл Спирс Сантьяго Гонсалес | 6-1 2-6 [11-9]     |
| 3. | 2016 | Открытый чемпионат Австралии | Хард     | Елена Веснина      | Коко Вандевеге Хория Текэу      | 6-4 4-6 [10-5]     |

#### Поражения (1)
| №  | Год  | Турнир   | Покрытие | Партнёрша    | Соперники в финале                 | Счёт        |
| 1. | 2013 | Уимблдон | Трава    | Лиза Реймонд | Кристина Младенович Даниэль Нестор | 7-5 2-6 6-8 |

## История выступлений на турнирах
| Турнир                       | 2008  | 2009          | 2010          | 2011          | 2012  | 2013          | 2014          | 2015          | 2016  | 2017          | 2018          | 2019          | 2020          | 2021   | 2022  | Итог   | В/П за карьеру |
| ---------------------------- | ----- | ------------- | ------------- | ------------- | ----- | ------------- | ------------- | ------------- | ----- | ------------- | ------------- | ------------- | ------------- | ------ | ----- | ------ | -------------- |
| Турниры Большого шлема       |       |               |               |               |       |               |               |               |       |               |               |               |               |        |       |        |                |
| Открытый чемпионат Австралии | -     | 3Р            | 1Р            | 1Р            | 1/4   | 2Р            | 3Р            | 2Р            | П     | 1Р            | 2Р            | 1/4           | 3Р            | 1/2    | 3Р    | 1 / 14 | 27-13          |
| Открытый чемпионат Франции   | 1/2   | 1/4           | 1/4           | 2Р            | 3Р    | 1/2           | 2Р            | 1/4           | 3Р    | 1/4           | 2Р            | 1Р            | Ф             | 3Р     | 2Р    | 0 / 15 | 35-15          |
| Уимблдонский турнир          | 1Р    | 1/4           | 2Р            | 2Р            | 2Р    | 3Р            | 1/4           | 1/4           | 1/4   | 2Р            | 1/4           | 2Р            | НП            | 2Р     | 3Р    | 0 / 14 | 25-14          |
| Открытый чемпионат США       | 1/4   | 2Р            | 3Р            | 2Р            | 1/4   | Ф             | 1/4           | 1Р            | П     | 1/4           | 1/4           | 2Р            | П             | Ф      | 2Р    | 2 / 15 | 42-13          |
| Итог                         | 0 / 3 | 0 / 4         | 0 / 4         | 0 / 4         | 0 / 4 | 0 / 4         | 0 / 4         | 0 / 4         | 2 / 4 | 0 / 4         | 0 / 4         | 0 / 4         | 1 / 3         | 0 / 4  | 0 / 4 | 3 / 58 |                |
| В/П в сезоне                 | 7-3   | 9-4           | 6-4           | 3-4           | 9-4   | 12-4          | 9-4           | 7-4           | 17-2  | 7-4           | 8-4           | 5-4           | 12-2          | 12-4   | 6-4   |        | 129-55         |
| Итоговые турниры             |       |               |               |               |       |               |               |               |       |               |               |               |               |        |       |        |                |
| Итоговый турнир ATP          | -     | -             | -             | -             | -     | 1/2           | Группа        | -             | 1/2   | 1/2           | 1/2           | -             | Группа        | Группа | -     | 0 / 7  | 13-12          |
| Олимпийские игры             |       |               |               |               |       |               |               |               |       |               |               |               |               |        |       |        |                |
| Летняя олимпиада             | -     | Не проводился | Не проводился | Не проводился | 1/4   | Не проводился | Не проводился | Не проводился | 1/4   | Не проводился | Не проводился | Не проводился | Не проводился | -      | НП    | 0 / 2  | 4-2            |

| Турнир                       | 2008  | 2009  | 2010  | 2011  | 2012  | 2013  | 2014  | 2015  | 2016  | 2017  | 2018  | 2019  | 2020  | 2021  | 2022  | Итог   | В/П за карьеру |
| ---------------------------- | ----- | ----- | ----- | ----- | ----- | ----- | ----- | ----- | ----- | ----- | ----- | ----- | ----- | ----- | ----- | ------ | -------------- |
| Турниры Большого шлема       |       |       |       |       |       |       |       |       |       |       |       |       |       |       |       |        |                |
| Открытый чемпионат Австралии | -     | 1Р    | 1Р    | -     | 1/4   | 2Р    | 1/4   | 1/2   | П     | 2Р    | 1/2   | 1/2   | 2Р    | 2Р    | -     | 1 / 12 | 22-9           |
| Открытый чемпионат Франции   | -     | 1/4   | 2Р    | 1/4   | 1Р    | 1/4   | 1/2   | 1Р    | 1/4   | 1Р    | -     | 1/2   | НП    | 1Р    | 1/4   | 0 / 12 | 17-12          |
| Уимблдонский турнир          | 1Р    | 2Р    | 3Р    | 1Р    | 2Р    | Ф     | 1/4   | 1/4   | 2Р    | 1/2   | 1/4   | 1/4   | НП    | -     | 2Р    | 0 / 13 | 20-11          |
| Открытый чемпионат США       | -     | 1Р    | 1Р    | 1/4   | П     | 1/2   | П     | 1Р    | 1/4   | 1/4   | 2Р    | 2Р    | НП    | 1Р    | -     | 2 / 12 | 21-10          |
| Итог                         | 0 / 1 | 0 / 4 | 0 / 4 | 0 / 3 | 1 / 4 | 0 / 4 | 1 / 4 | 0 / 4 | 1 / 4 | 0 / 4 | 0 / 3 | 0 / 4 | 0 / 1 | 0 / 3 | 0 / 2 | 3 / 49 |                |
| В/П в сезоне                 | 0-1   | 3-4   | 3-4   | 4-3   | 8-3   | 10-3  | 12-3  | 5-4   | 9-2   | 6-3   | 6-2   | 9-4   | 1-1   | 1-3   | 3-2   |        | 80-42          |